# Rubus preptanthus
Rubus preptanthus är en rosväxtart som beskrevs av Wilhelm Olbers Focke. Rubus preptanthus ingår i släktet rubusar, och familjen rosväxter. Utöver nominatformen finns också underarten R. p. mairei.